# Wurmlingen
Pour l’article homonyme, voir Wurmlingen (Rottenburg).
Wurmlingen est une commune de Bade-Wurtemberg (Allemagne), située dans l'arrondissement de Tuttlingen, dans le district de Fribourg-en-Brisgau.

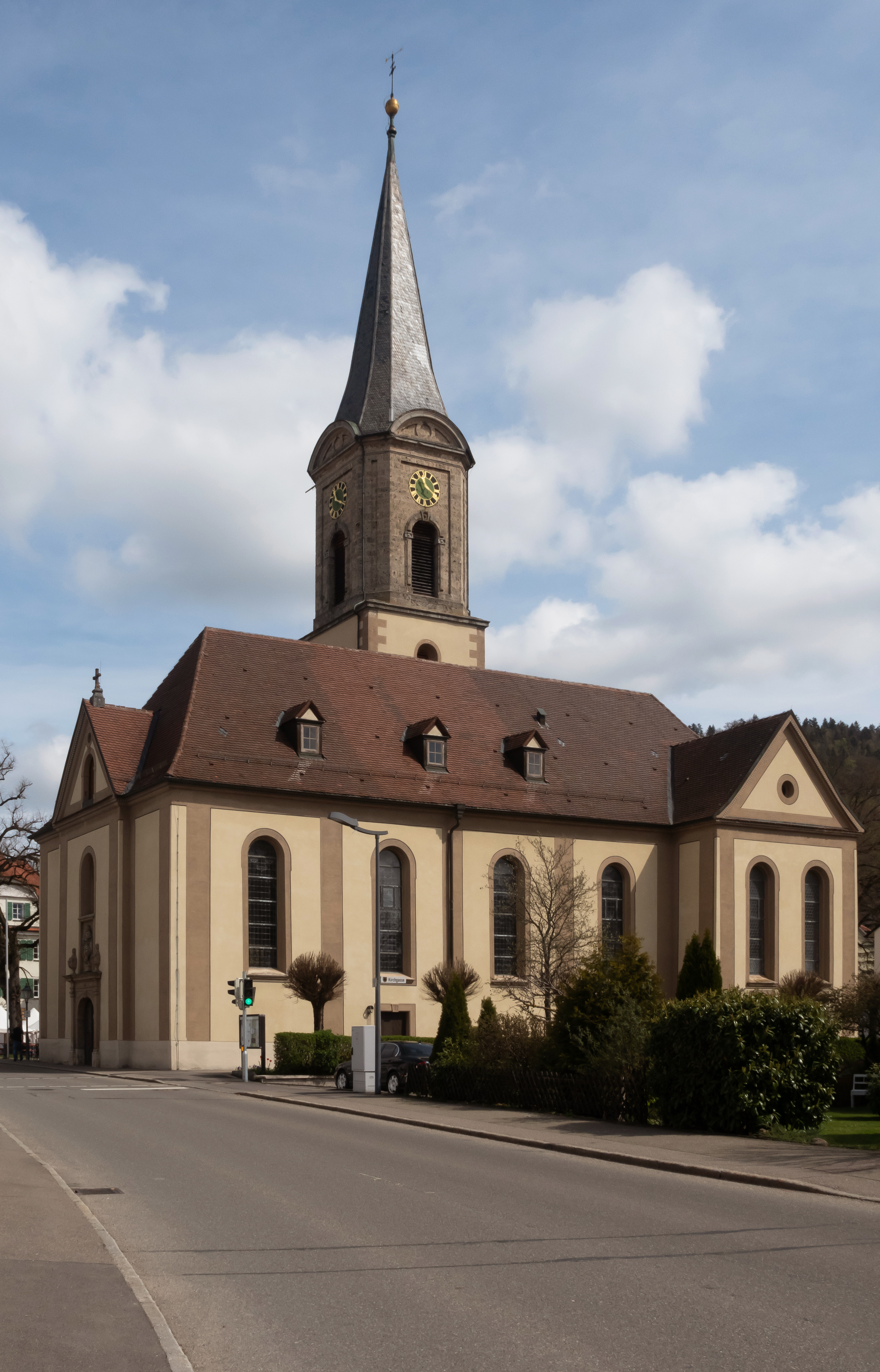
Wurmlingen, l'église : Sankt Galluskirche.

## Économie
- Brasserie Hirsch-Brauerei Honer.

## Personnalités liées à la commune
- Nelly Diener (1912-1934) : première hôtesse de l'air d'Europe, morte dans un accident d'avion à Wurmlingen.